# Mieczysław Bronisław Pawlik
Mieczysław Bronisław Pawlik (ur. 17 listopada 1926 w Żołyni, zm. 1989) – wychowawca, nauczyciel akademicki specjalizujący się w dydaktyce techniki i kulturze materialnej wsi.

## Życiorys
Urodził się 17 listopada 1926 r. w Żołyni pow. Łańcut. Ukończył Wyższą Szkołę Inżynierską w Białymstoku i uzyskał tytuł inżyniera mechanika. Następnie ukończył Kierunek Pedagogiczny na Uniwersytecie Warszawskim. Od 1971 r. brał udział w seminarium doktoranckim pod kierunkiem prof. dra hab. Czesława Kupisiewicza.

## Zainteresowania naukowe
Jego zainteresowania badawcze dotyczyły głównie nauczania problemowego, nauczania programowanego i technicznych środków nauczania. Z tej problematyki opublikował wiele artykułów i podręcznik programowy do nauczania trygonometrii w szkole podstawowej.
W 1974 r. obronił pracę doktorską pt. ”Program blokowy w kształceniu umiejętności praktycznych. Z badań nad wykrywaniem uszkodzeń w technicznych środkach nauczania”. 
Z inspiracji prof. dra hab. Wiktora Zina zainteresował się problematyką kultury materialnej, a szczególnie zabytkami młynarstwa wiatrowego i wodnego w północno-wschodniej Polsce. Efektem tego zainteresowania były artykuły o amatorskich siłowniach wiatrowych i rozprawa pt. ”Wiatraki północno-wschodniej Polski”. Dr Pawlik przygotował także pracę habilitacyjną pod tytułem ”Obiekty dawnej techniki młynarskiej w północno-wschodniej części Polski”. Nie zdążył tej pracy obronić. Zmarł w 1989 roku. 

## Działalność zawodowa
W pracy zawodowej pełnił kolejno funkcje:
1. zastępcy dyrektora Technikum Włókienniczego,
2. kierownika warsztatów szkolnych,
3. dyrektora Studium Nauczycielskiego w Ełku,
4. dyrektora Technikum Mechanicznego w Białymstoku.
5. W Filii Uniwersytetu Warszawskiego w Białymstoku zorganizował Zakład Technicznych Środków Nauczania i Zakład Wychowania Technicznego, którego był kierownikiem.

Oprócz pracy naukowo-dydaktycznej pełnił wiele funkcji społecznych (był Prezesem Towarzystwa Wiedzy Praktycznej, przewodniczącym Rady Zakładowej ZNP). Brał czynny udział w tworzeniu Białostockiego Muzeum Wsi. 

## Odznaczenia
Za całokształt pracy otrzymał Krzyż Kawalerski Orderu Odrodzenia Polski.